# Trichiolaus argentarius
Trichiolaus argentarius is een vlinder uit de familie van de Lycaenidae. De wetenschappelijke naam van de soort is voor het eerst geldig gepubliceerd in 1879 door Butler.